# Philadelphia International Championship 2010
La 26.ª edición del Philadelphia International, se disputó el domingo 6 de junio de 2010, en un circuito urbano en Filadelfia y sobre un recorrido de 251 km.
La prueba perteneció al UCI America Tour 2009-2010 de los Circuitos Continentales UCI, dentro de la máxima categoría: 1.HC, otorgando puntos para dicho campeonato.
Participaron 19 equipos. Tres equipos de categoría UCI ProTour; (HTC-Columbia, Liquigas-Cannondale y Footon-Servetto); uno de categoría Profesional Continental (BMC Racing Team); 13 de categoría Continental (SpiderTech-Planet Energy, Jamis-Sutter Home, Team Type 1, Jelly Belly-Kenda, Bissell, Amore & Vita-Conad, Team Mountain Khakis, Adageo Energy, Kelly Benefit Strategies, UnitedHealthcare presented by Maxxis, Bahati Foundation, Kenda-Gear Grinder, Fly V Australia); y las Selecciones de Estados Unidos y Dinamarca. 
El ganador final fue Matthew Goss tras ganar en el sprint a Peter Sagan y Alexander Kristoff respectivamente.
En la única clasificación secundaria, la de la montaña, se impuso César Grajales del Bahati Foundation.

## Clasificación final
| Posición | Ciclista           | Equipo                   | Tiempo   | Puntos UCI |
| -------- | ------------------ | ------------------------ | -------- | ---------- |
| 1º       | Matthew Goss       | HTC-Columbia             | 6:15:46" | 100 **     |
| 2º       | Peter Sagan        | Liquigas-Doimo           | m.t.     | 70 **      |
| 3º       | Alexander Kristoff | BMC Racing               | m.t.     | 40         |
| 4º       | Alejandro Borrajo  | Jamis-Sutter Home        | m.t.     | 30         |
| 5º       | Vidal Celis        | Footon-Servetto          | m.t.     | 25 **      |
| 6º       | Guillaume Boivin   | SpiderTech-Planet Energy | m.t.     | 20         |
| 7º       | Martin Gilbert     | SpiderTech-Planet Energy | m.t.     | 15         |
| 8º       | David Vitoria      | Footon-Servetto          | m.t.     | 10 **      |
| 9º       | Javier Megías      | Type 1                   | m.t.     | 9          |
| 10º      | Shawn Milne        | Type 1                   | m.t.     | 8          |

| Posiciones desde el 11.º hasta el 15.º | Posiciones desde el 11.º hasta el 15.º | Posiciones desde el 11.º hasta el 15.º | Posiciones desde el 11.º hasta el 15.º | Posiciones desde el 11.º hasta el 15.º | Posiciones desde el 11.º hasta el 15.º |
| Posición                               | Ciclista                               | Equipo                                 | Tiempo                                 | Puntos UCI                             |                                        |
| -------------------------------------- | -------------------------------------- | -------------------------------------- | -------------------------------------- | -------------------------------------- | -------------------------------------- |
| 11º                                    | Michael Friedman                       | Jelly Belly-Kenda                      | m.t.                                   | 7                                      |                                        |
| 12º                                    | Daniel Holloway                        | Bissell                                | m.t.                                   | 6                                      |                                        |
| 13º                                    | Serhy Grechyn                          | Amore & Vita-Conad                     | m.t.                                   | 5                                      |                                        |
| 14º                                    | Daniel Summerhill                      | Selección USA                          | m.t.                                   | 4                                      |                                        |
| 15º                                    | Volodymyr Starchyk                     | Amore & Vita-Conad                     | m.t.                                   | 3                                      |                                        |

- ** Sus puntos no van a la clasificación del UCI America Tour, ya que pertenece a un equipo ProTour. El UCI America Tour es una clasificación cerrada a ciclistas de equipos Pro Continentales, Continentales y amateurs..[1]
- m.t.: Mismo tiempo.